# Benjamin Steffen

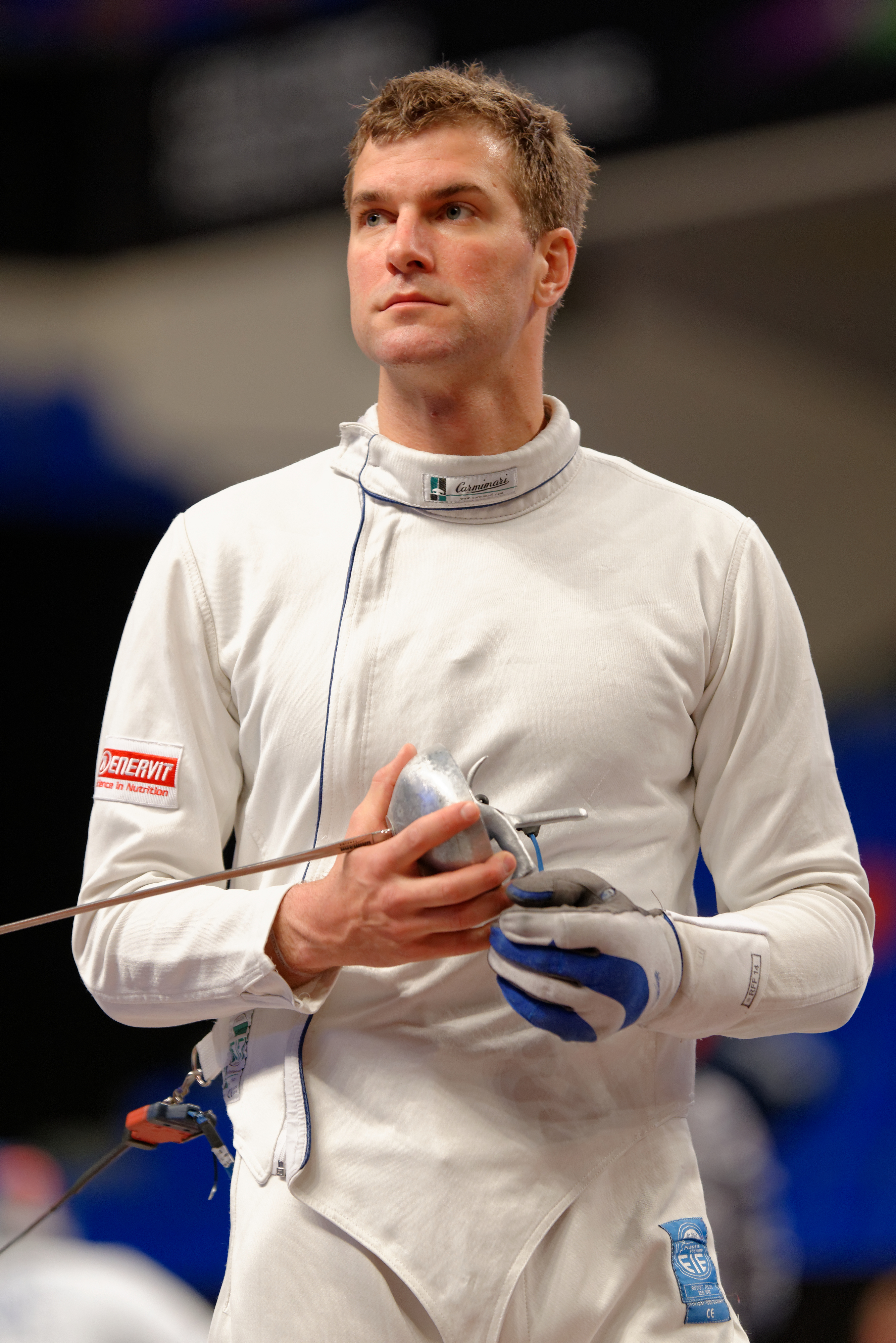
Benjamin Steffen (2014)

Benjamin Steffen (* 8. März 1982 in Basel) ist ein ehemaliger Schweizer Degenfechter. Er ist der Zwillingsbruder der Fechterin Tabea Steffen. Nach dem Olympia-Aus in Tokio beendete er 2021 seine Karriere.

## Karriere
Benjamin Steffen trainierte in Basel bei den deutschen Fechtmeistern Manfred Beckmann und Rolf Kalich.
Bei der Sommer-Universiade 2003 in Daegu erreichte Steffen den 2. Rang im Degen-Einzel.
2009 bei der 25. Sommer-Universiade in Belgrad gewann er sowohl im Einzel aus auch mit der Mannschaft und errang bei der Europameisterschaft in Plowdiw den 2. Rang mit der Schweizer Degen-Mannschaft hinter dem ungarischen Team.
Im Jahr 2011 bei den Weltmeisterschaften in Catania gewann er mit der Mannschaft das Gefecht um Bronze gegen Südkorea.
Bei den Fechteuropameisterschaften 2012 in Legnano und
bei den Fechteuropameisterschaften 2013 in Zagreb wurde er Mannschaftseuropameister.
2014 gewann er mit der Mannschaft in Strassburg die Europameisterschaft und erfocht bei den Weltmeisterschaften in Kasan den 3. Rang, ausserdem gewannen sie die Schweizer Fechtmeisterschaften.
Bei den Olympischen Sommerspielen 2016 in Rio de Janeiro erreichte Steffen den Halbfinal, den er gegen den späteren Olympiasieger Park Sang-young mit 9:15 verlor. Im darauffolgenden Gefecht um Bronze musste sich Steffen dem Franzosen Gauthier Grumier mit 11:15 geschlagen geben. 
2018 gewann er bei den Weltmeisterschaften in Wuxi mit der Mannschaft die Goldmedaille. Im Jahr darauf sicherte er sich mit der Mannschaft in Budapest Bronze.
In der Vorbereitung auf die Olympischen Sommerspiele 2020 in Tokio verletzte sich Steffen im März 2021 an der Achillessehne. Im Einzelwettkampf scheiterte er in der 2. Runde am späteren Bronzemedaillengewinner Ihor Rejslin aus der Ukraine. Im Viertelfinal des Teamwettkampfs, in dem die Schweiz von Südkorea 44:39 bezwungen wurde, bestritt er das Schlussgefecht.

## Privates
Steffen war mit der Ex-Beachvolleyballerin Isabelle Forrer verheiratet und lebt mit seiner Familie in Basel, wo er als Sport- und Englischlehrer an einem Gymnasium arbeitet. Seit 2023 ist er mit Sportmoderatorin Annette Fetscherin liiert. Steffen ist Mitglied der Fechtgesellschaft Basel und gehört deren Vorstand an.